# Балін (Іновроцлавський повіт)
Балін (пол. Balin, нім. Balino) — село в Польщі, у гміні Іновроцлав Іновроцлавського повіту Куявсько-Поморського воєводства.
Населення — 109 осіб (2011).
У 1975-1998 роках село належало до Бидгощського воєводства.

## Демографія
Демографічна структура станом на 31 березня 2011 року:
|          | Загалом | Допрацездатний вік | Працездатний вік | Постпрацездатний вік |
| -------- | ------- | ------------------ | ---------------- | -------------------- |
| Чоловіки | 60      | 13                 | 43               | 4                    |
| Жінки    | 49      | 5                  | 34               | 10                   |
| Разом    | 109     | 18                 | 77               | 14                   |